# Heinrich Meyer-Benfey
Heinrich Meyer-Benfey, född den 14 mars 1869 i Liebenburg, död den 30 december 1945 i Buxtehude, var en tysk litteraturvetenskapsman.
Meyer-Benfey, som var docent i germansk filologi vid universitetet i Hamburg och titulärprofessor, utvecklade en rik och betydande vetenskaplig författarverksamhet, av vilken kan nämnas Die Sprache der Buren (1901), Moderne Religion (1902), Herder und Kant (1904), Friedrich Naumann (samma år), Heinrich Heine (1907), Josef von Eichendorff (1908), Die sittlichen Grundlagen der Ehe (1909), Das Drama Heinrich von Kleists (2 band, 1911-1913), Kleists Leben und Werke (1911), Hebbels Dramen (I, 1913), Minna von Barnhelm (1915), Per Hallström (1916), Sophokles' Antigone (1920), Rabindranath Tagore (1921) och Kleist (1923). Psykologisk och filosofisk fördjupning samt konstnärlig stil kännetecknar hans verk.